# Успение Богородично (Робово)
Вижте пояснителната страница за други значения на Успение Богородично.
„Успение Богородично“ (на македонска литературна норма: „Успение Богородично“) е възрожденска православна църква в малешевското село Робово, Северна Македония. Част е от Струмишката епархия на Македонската православна църква – Охридска архиепископия.
Църквата е изградена в центъра на селото в 1847 година. 
В архитектурно отношение е традиционната трикорабна псевдобазилика. При службите от лявата страна на олтара стоели селяните от Мачево, в средата били робовци, а селяните от Умлена стоели на дясната страна. Иконостасът е дело на Марко Крамарски от Робово.
Храмът има изписана западна фасада.